# Step-recovery-diode
 For alternative betydninger, se SRD.
Indenfor elektronik er en step-recovery-diode (SRD) en halvlederdiode som har egenskaben at lave ekstremt korte pulser. SRD kaldes også en snap-off diode eller charge-storage diode eller memory varactor og har flere forskelligartede anvendelser indenfor mikrobølge elektronik som pulsgenerator (frekvenskamgenerator) eller parametrisk forstærker.